# 佛罗里达狸藻
佛罗里达狸藻（学名：Utricularia floridana）為狸藻屬多年生大型水生食虫植物。其种加词“floridana”来源于美国佛罗里达州。佛罗里达狸藻为美国东南部的特有种。